# Sherri Shepherd
Sherri Evonne Shepherd, född 22 april 1967 i Chicago, Illinois, är en amerikansk komiker, skådespelare, författare och TV-personlighet. Hon är en av fem värdar på ABCs talkshow The View, närvarande värd för The Newlywed Game, och har en återkommande roll som Angie Jordan i tv-serien 30 Rock. Shepherd har även medverkat i sitcomen Inte helt perfekt och hennes egen sitcom Sherri.